# کارلو لودوویکو براگالیا
کارلو لودوویکو براگالیا (به ایتالیایی: Carlo Ludovico Bragaglia) (۸ ژوئیه ۱۸۹۴ – ۴ ژانویه ۱۹۹۸) کارگردان و فیلم‌نامه‌نویس ایتالیایی بود. او فعالیت حرفه‌ای خود را از دهه ۳۰ میلادی آغاز و تا میانه دهه ۶۰ ادامه داد. تخصص او کارگردانی فیلم‌های ماجراجویانه و حادثه‌ای بود. براگالیا در زادگاهش ایتالیا بیشتر برای سری فیلم‌های کمدی عامه‌پسندی به‌خاطر آورده می‌شد که توتو کمدین مشهور ایتالیایی بازیگر اصلی آنها بود.

## سال‌های پایانی
پس از سالروز یکصد سالگی براگالیا در سال ۱۹۹۴، یکی از فیلم‌های او به منظور مرور آثار این فیلمساز در جشنواره فیلم لوکارنو به نمایش گذاشته شد. براگالیا با ورود به سده دوم زندگی‌اش به‌عنوان روایتگری غنی و پراطلاع، که حکایت‌ها و اطلاعات بسیاری از سال‌های آغازین سینمای ایتالیا را در اختیار می‌گذاشت، شناخته می‌شد.

## فیلم‌شناسی
- صلیبیون توانا (۱۹۵۷)
- شمشیر و صلیب (۱۹۵۸)
- هانیبال (۱۹۵۹)
- شش همسر باربابلو (۱۹۵۰)
- لازارلا (۱۹۵۷)
- هتل لونا، اتاق ۳۴ (۱۹۴۶)
- اورینت اکسپرس (۱۹۵۴)
- عشق‌های هرکول (۱۹۶۰)